# Kukowo (Podlachie)
Pour les articles homonymes, voir Kukowo.
Kukowo est un village de Pologne.

## Géographie

### Localisation
Le village est situé dans la gmina de Bargłów Kościelny, dans le Powiat d'Augustów, dans la voïvodie de Podlachie.